# Saint-Christol (Vaucluse)
Saint-Christol è un comune francese di 1 282 abitanti situato nel dipartimento di Vaucluse nella regione Provenza-Alpi-Costa Azzurra. Giace sull'altopiano detto Plateau d'Albion.

## Società

### Evoluzione demografica
Abitanti censiti